# Comunidade de aprendizagem
Comunidade de aprendizagem é um modelo educativo comunitário em que que a prática se baseia numa organização implícita ao serviço da aprendizagem em colaboração.
Tem uma metodologia baseada nos agrupamentos flexíveis e a aprendizagem baseada na cooperação e no diálogo.
O objectivo de uma comunidade deste tipo (presencial ou virtual) é melhorar as condições de exercício da sua
profissão (e estudo), pela partilha, pelo auxílio mútuo e processos de aprendizagem colaborativos.
E faz parte de um conceito que advém em considerar que a educação e a aprendizagem é da responsabilidade conjunta da comunidade local, regional e nacional, assim como dos indivíduos que convivem com alunos. Como tal, considera-se que “é preciso toda uma aldeia para educar uma criança” (provérbio africano).
O foco dessa proposta está na aprendizagem dos alunos e no envolvimento de familiares e membros da comunidade em um ambiente de diálogo igualitário que converte a escola em um espaço onde “todos são responsáveis, todos aprendem, todos ensinam”.
De acordo com M. P. G. Freitas, em 2010, “uma comunidade de aprendizagem é uma organização social de pessoas que trabalham em conjunto, partilhando conhecimentos, atitudes e valores, para alcançar objetivos mútuos”. O conceito de comunidade surge associado à proximidade do espaço, à partilha de interesses e objetivos, à troca de informações e opiniões, à colaboração e à cooperação entre os participantes.
O que se propõe é uma escola na qual predomina o diálogo, a participação, a cooperação e a solidariedade entre todos os que fazem parte da comunidade educativa, com o objetivo de melhorar a educação das crianças.
Trabalha-se com aprendizagem recíproca e cooperativa. Amplia-se a noção de sala de aula, assim como as possibilidades e função educativas desse espaço. Não se trata necessariamente de um lugar entre quatro paredes, mas sim de qualquer âmbito onde se estabeleça uma relação educativa entre alunos e entre professores e alunos.
Do ponto de vista acadêmico, o projeto de comunidades de aprendizagem busca essencialmente desenvolver habilidades socio-afetivas, cognoscitivas e psicolinguísticas nos alunos mediante sua participação ativa em comunidades educativas.
A sua base conceptual é apoiada pelas conclusões do Projeto INCLUD-ED, Strategies for Inclusion and Social Cohesion in Europe from Education, financiado pela Comissão Europeia entre 2006-2011, coordenado pelo CREA e desenvolvido na Europa com a participação de 14 países, e foi para identificar e analisar estratégias educacionais que superem desigualdades e melhorem os resultados de aprendizagem.